# Flashpoint
Flashpoint je peti live album grupe The Rolling Stones. Izašao je sredinom 1991. godine, a snimljen je tijekom velike koncertne turneje Steel Wheels/Urban Jungle Tour. Na albumu se nalaze dvije, do tad neobjavljene pjesme "Highwire" i "Sex Drive". Album je bio veoma dobro prihvaćen te je dospio na šesto mjesto britanske i šesnaesto mjesto američke top-ljestvice albuma.

## Popis pjesama
1. "Intro" (Continental Drift) – 0:29
2. "Start Me Up" – 3:54
3. "Sad Sad Sad" – 3:33
4. "Miss You" – 5:55
5. "Rock and a Hard Place"
6. "Ruby Tuesday" – 3:34
7. "You Can't Always Get What You Want" – 7:26
8. "Factory Girl" – 2:48
9. "Can't Be Seen" – 4:17
10. "Little Red Rooster" – 5:15
11. "Paint It, Black" – 4:02
12. "Sympathy for the Devil" – 5:35
13. "Brown Sugar" – 4:10
14. "Jumpin' Jack Flash" – 5:00
15. "(I Can't Get No) Satisfaction" – 6:08
16. "Highwire" – 4:46
17. "Sex Drive" – 4:28

## Top ljestvice

### Album
| Godina | Ljestvica         | Pozicija |
| ------ | ----------------- | -------- |
| 1991.  | UK Top 75 Albuma  | #6       |
| 1991.  | The Billboard 200 | #16      |

### Singlovi
| Godina | Singl          | Ljestvica              | Pozicija |
| ------ | -------------- | ---------------------- | -------- |
| 1991.  | "Highwire"     | Mainstream Rock Tracks | #1       |
| 1991.  | "Highwire"     | UK Top 75 Singlova     | #29      |
| 1991.  | "Highwire"     | The Billboard Hot 100  | #57      |
| 1991.  | "Ruby Tuesday" | UK Top 75 Singlova     | #59      |

## Članovi sastava na albumu
- Mick Jagger - pjevač, usna harmonika
- Keith Richards - gitara
- Ron Wood - gitara
- Charlie Watts - bubnjevi
- Bill Wyman - bas-gitara

## Vanjske poveznice
- allmusic.com[neaktivna poveznica] - Flashpoint